# Reschenpasset
Reschenpasset (tyska: Reschenpass, italienska: Passo di Resia) är ett bergspass i de italienska Alperna, 1 508 meter över havet, mellan Inns (del av Rhens) och Adiges avrinningsområden.
Reschenpasset ligger i den italienska provinsen Sydtyrolen, strax söder om gränsen till Österrike och förbinder orterna Mals och Nauders. Passvägen hålls normalt öppen vintertid.
Under romartiden fanns här den viktiga alpövergången Via Claudia Augusta.